# بن‌بست (فیلم ۲۰۲۱)
بن‌بست (به انگلیسی: Deadlock) یک فیلم اکشن و دلهره‌آور آمریکایی محصول سال ۲۰۲۱ به کارگردانی و نویسندگی جارد کوهن با بازی پاتریک مولدن و بروس ویلیس است.

## بازیگران
- بروس ویلیس
- پاتریک مولدن[۲]
- بیلی جک هارلو

## داستان
رون ویتلاک مجرمی تحت تعقیب که رهبری تعدادی از مجرمان تبهکار را در عملیاتی انتقام گیرانه بر عهده دارد، این گروه که اطمینان دارند دولت علیه آنها می‌باشد، نیروگاه انرژی را تصرف می‌کنند و کارکنان آن را گروگان می‌گیرند، شهر کناری آنها در معرض خطر سیل و خرابی قرار دارد و حالا یک تکاور بازنشسته ارتش وظیفه نجات جان هزاران افراد را برعهده دارد پیش از آنکه دیر شود…

## تولید
فیلمبرداری در فوریه ۲۰۲۱ به پایان رسید.

## انتشار
کمپانی صبان فیلمز در ژوئن ۲۰۲۰ حقوق آمریکای شمالی و انگلیس را برای این فیلم به دست آورد.